# Parnassiinae
Parnassiinae zijn een onderfamilie van vlinders uit de familie Papilionidae.

## Geslachtengroepen en geslachten
De Parnassiinae worden in de volgende geslachtengroepen en geslachten onderverdeeld:
- Luehdorfiini Tutt, 1896
  - Archon Hübner, 1822
  - Luehdorfia Crüger, 1878

- Parnassiini Duponchel, 1835
  - Hypermnestra Ménétriés, 1846
  - Parnassius Latreille, 1804

- Zerynthiini Grote, 1899
  - Allancastria Bryk, 1934
  - Bhutanitis Atkinson, 1873
  - Sericinus Westwood, 1851
  - Zerynthia Ochsenheimer, 1816